# Федоровская, Людмила Борисовна
Людмила Борисовна Федоровская (24 сентября 1955 года, Москва, РСФСР, СССР — 2 октября 2024 года, Москва, Россия) — советский и российский искусствовед, член-корреспондент РАХ (2019).

## Биография
Родилась 24 сентября 1955 года в Москве, где жила и работала.
В 1977 году - окончила факультет английского языка Московского государственного педагогического института имени В. И. Ленина.
С 1977 по 1990 годы - младший научный сотрудник военной части, с 1990 по 1991 годы - сотрудник Центра экологии человека Академии творчества СССР, с 1991 по 1992 годы - преподаватель курсов иностранный языков Фонда народной дипломатии, с 1992 по 1994 годы - референт Национального фонда содействия ЮНЕСКО, с 1994 по 1999 годы - помощник директора по международным вопросам Московского отделения Фонда дизайна Грузии, в 1999 году - помощник директора по международным вопросам Центра профессионального художественного творчества РАХ, с 2006 по 2010 годы - переводчик 1-й категории аппарата директора Московского музея современного искусства, с 2010 года - начальник Управления по зарубежным связям Российской академии художеств (ранее - Отдел международных связей РАХ).
В 2019 году - избрана членом-корреспондентом Российской академии художеств от Отделения искусствознания и художественной критики.
Людмила Борисовна Федоровская умерла 2 октября 2024 года.

### Общественная позиция
В марте 2014 года поддержала аннексию Крыма, подписал письмо президенту России Владимиру Путину в поддержку аннексии/

## Творческая деятельность
Автор переводов для научных академических монографий и альбомов, среди которых: «Садово-парковое искусство Востока и Запада. Диалог и формы идентичности» (2019), «Традиция. Ретроспекция. Новация» (2020), «Из монументальной летописи Великой Отечественной войны» (2020), «Россия-Индия. Сад дружбы» (2023), «Баухаус в контексте мирового зодчества».
Координатор и участник многих крупных международных проектов, включая: сооружение памятника «Рождение Нового Человека» (1995, Севилья, Испания); сооружение монумента, посвященного борьбе с международным терроризмом (2006, Байон, штат Нью-Джерси, США); празднование 250-летия Российской академии художеств с участием Президентов иностранных Академий изящных искусств (2007, Москва); проведение перекрестного Года России во Франции и Франции в России (2010); проведение перекрестного года России в Италии и Италии в России (2011); проведение перекрестного года России в Испании и Испании в России (2012); сооружение памятника «Рождение Нового Света» (2010-2016, Аресибо, Пуэрто Рико).

## Награды
- Благодарность Президента Российской Федерации (2014)
- Благодарность Министра культуры Российской Федерации (2016)
- Звание «Ветеран труда» (2016)

Награды РАХ
- «Медаль за заслуги перед Академией» (2013)
- Медаль «Достойному» Российской академии художеств (2015)
- Благодарность Президента РАХ (2021)
- Диплом РАХ (2022)
- Благодарности РАХ (2015, 2017, 2018, 2019, 2021)